# Blind (песня DaBaby)
«Blind» (стилизовано под маюскул) — песня американского рэпера DaBaby при участии Янг Тага. Она была отправлена на rhythmic contemporary 1 сентября 2020 года, как третий сингл из делюкс-версии третьего студийного альбома DaBaby Blame It on Baby. Песня была спродюсирована Wheezy и Dr. Luke.

## Описание
Песня содержит гитарную мелодию. DaBaby поёт, что отличается от его обычного рэп-исполнения и больше похоже на стиль Янг Тага. Рэперы размышляют о своей уличной жизни до славы.

## Видеоклип
Официальный видеоклип на песню был выпущен 16 ноября 2020 года. Режиссёром стал Motion Family. Видео начинается с дани памяти старшего брата DaBaby Гленна Джонсона, который умер в начале месяца. DaBaby приглашает своего деда (которого играет другой человек) провести день с ним и Янг Тагом на съёмках видео в качестве подарка на его 90-летие. Дед следит за артистами, пока они развлекаются во время съёмок, и иногда мешает им.

## Чарты
| Чарт (2020)                           | Высшая позиция |
| ------------------------------------- | -------------- |
| Канада (Billboard Canadian Hot 100)   | 82             |
| США (Billboard Hot 100)               | 74             |
| США (Billboard Hot R&B/Hip-Hop Songs) | 30             |
| США (Billboard Rhythmic)              | 6              |